# Begonia cyathophora
Espèce
Synonymes
- Begonia lynchiana Hook.f.[1]
- Begonia roezlii Lynch[1]
- Cyathocnemis obliqua Klotzsch[1]

Begonia cyathophora est une espèce de plantes de la famille des Begoniaceae. Ce bégonia est originaire du Pérou. L'espèce fait partie de la section Cyathocnemis. Elle a été décrite en 1835 par Eduard Friedrich Poeppig (1798-1868) et Stephan Ladislaus Endlicher (1804-1849). L'épithète spécifique est formée du grec kuathos, vase, coupe, et pherein, porter.

## Répartition géographique
Cette espèce est originaire du pays suivant : Pérou.